# Parkour

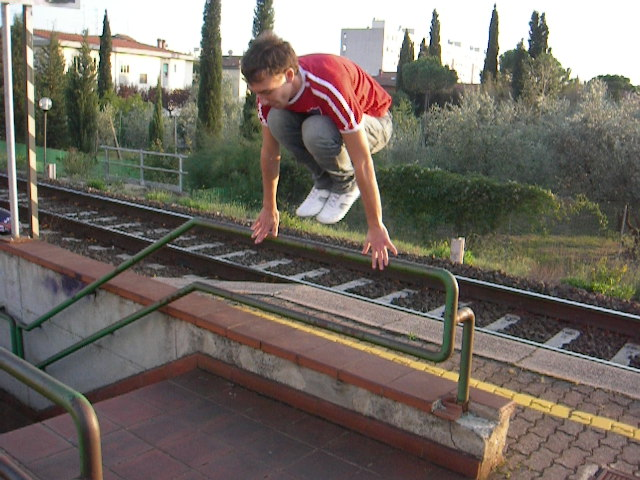
Un tracciatore impegnato in un «volteggio della scimmia» (monkey vault)

Il parkour (/paʁ.ˈkuʁ/) è una disciplina sportiva nata in Francia a partire dalla metà degli anni 1990. Consiste nell'abilità di compiere un percorso partendo da un punto A e arrivando a un punto B, superando qualsiasi genere di ostacolo in maniera veloce ed efficiente.
Gli atleti di parkour, chiamati tracciatori, si spostano generalmente in un ambiente complesso, adattando il proprio corpo al contesto circostante, naturale o urbano che sia, senza apparecchiature di assistenza e nel modo più veloce ed efficiente possibile. Il parkour include corsa, arrampicata, oscillazione, volteggio, salto, pliometria, rotolamento, quadrupedia e altri movimenti ritenuti più adatti alla situazione.
I primi termini utilizzati per descrivere questa forma di allenamento furono «arte dello spostamento» (art du déplacement) e «percorso» (parcours). Il termine parkour, coniato da David Belle deriva invece da parcours du combattant (percorso del combattente), ovvero il percorso di guerra utilizzato nell'addestramento militare proposto da Georges Hébert. Alla parola parcours, Belle sostituì la «c» con la «k», per suggerire aggressività, ed eliminò la «s» muta perché contrastava con l'idea di efficienza del parkour. I praticanti del parkour sono chiamati tracciatori (traceurs) al maschile, o tracciatrici (traceuses) al femminile.

## Storia
(Dan Edwards, The Birth of (a) Movement)

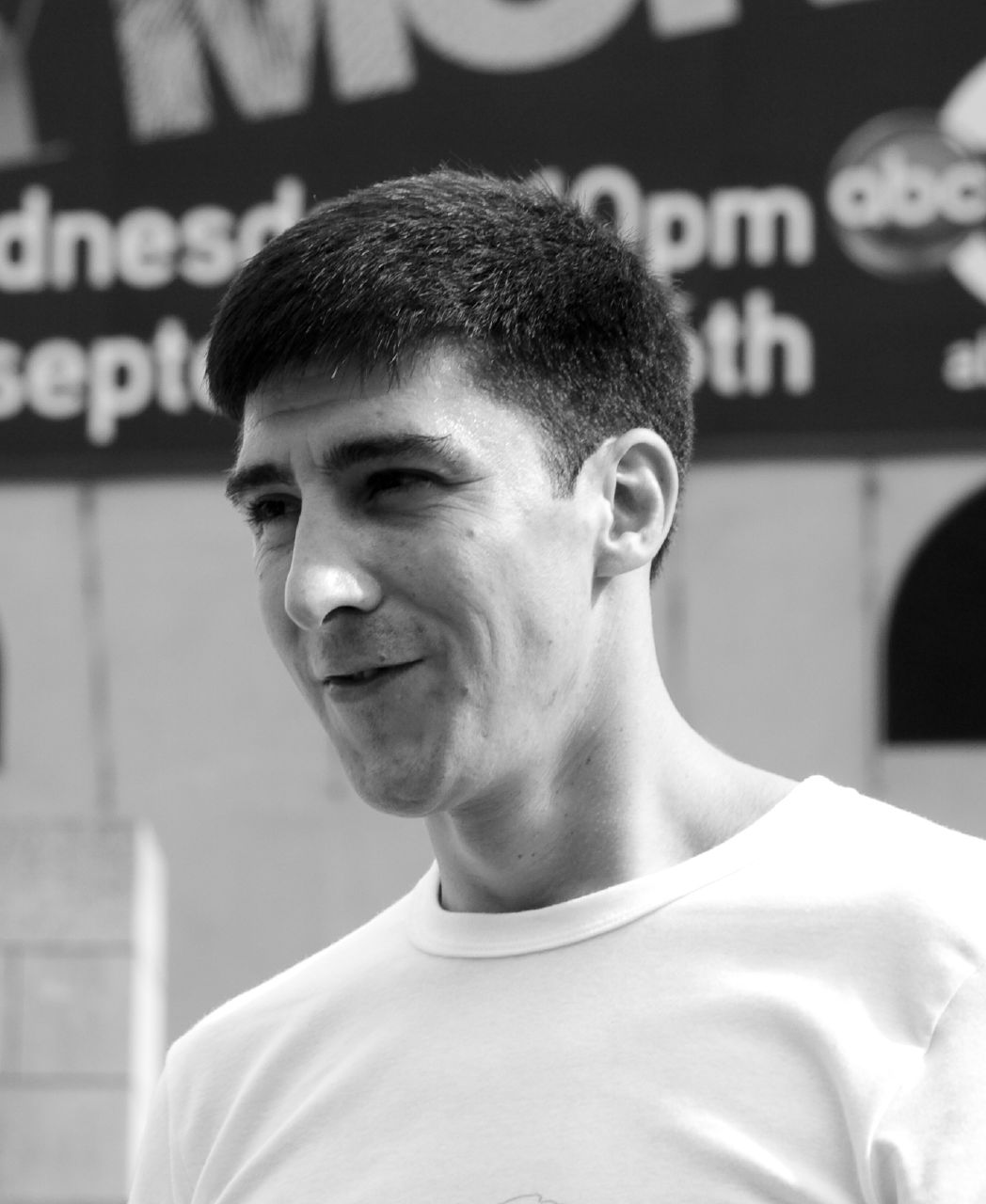
David Belle, uno dei fondatori del parkour

Il parkour trae ispirazione dal metodo naturale di Georges Hébert, ufficiale di marina francese, che nei primi anni del Novecento sviluppò un particolare metodo di allenamento per l'addestramento delle truppe, definito "metodo naturale" (hébertismo), il cui motto è: «Essere forti per essere utili».
Il principio alla base del metodo hébertiano è che il miglior modo per allenare un uomo è farlo esercitare nei movimenti naturali che sa fare, in situazioni che la natura gli presenta e gli richiede. 
Il passaggio da tale pratica di allenamento al parkour è dovuta al francese David Belle, figlio del pompiere parigino Raymond Belle, addestrato proprio con il metodo di Hébert.

## Scopo
Lo scopo del parkour, quindi, è spostarsi nel modo più efficiente possibile, da un punto A di partenza a un punto B di arrivo, sfruttando i propri mezzi fisici e l'ambiente circostante. Per efficiente si intende il più semplice e veloce. Per distinguere che cos'è il parkour da che cosa non è, basta pensare a come sarebbe utile muoversi in una determinata situazione d'emergenza o fuga. Il parkour è certamente utile in situazioni di emergenza, ma può rivelarsi un modo innovativo di vivere la dimensione urbana contemporanea, che abbonda di spazi adatti a questa pratica sportiva. Oltrepassando con semplicità le diverse barriere architettoniche lungo il cammino l'atleta le riabilita e le rende parte di una nuova prospettiva spaziale.

## Movimenti principali del parkour
Sebbene non esista una reale lista di movimenti nel parkour, è possibile distinguere una serie di movimenti base e riconosciuti da tutti i suoi praticanti.
- Cat leap: posizione, spesso preceduta da un salto, in cui ci si aggrappa alla cima di un muro con entrambe le mani, e almeno con uno dei piedi, sulla sua superficie.
- Dyno: movimento presente anche nell'arrampicata, partendo da una posizione di Cat leap, si proiettano entrambe le mani verso l'alto, per afferrare un appiglio e salire.
- Climb up: un metodo per salire su un ostacolo efficacemente, partendo da una posizione di Cat leap.
- Pop up: movimento simile al climb up, ma eseguito su ostacoli più bassi e in velocità.
- Cat leap to Cat leap: movimento da parete a parete.
- Seat lap: movimento per andare da una parete a un tetto.

### Volteggi (vault)

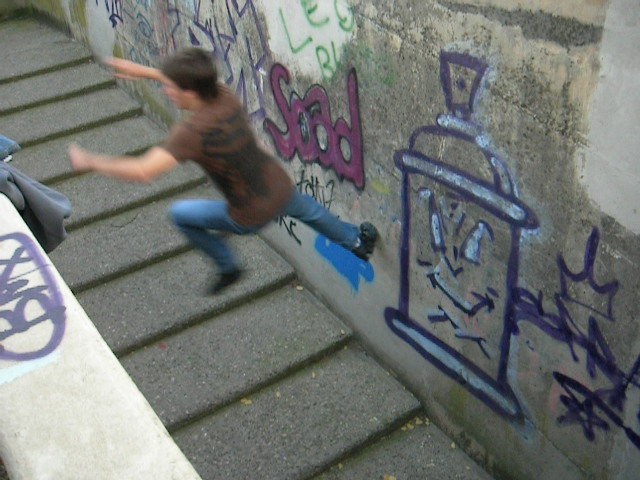
Un tracciatore esegue un "Cat leap to Cat leap"

I volteggi sono movimenti il cui scopo è generalmente di superare l'ostacolo con le proprie agilità utilizzando l'ambiente circostante.
- Monkey vault: un volteggio di base, nel quale il traceur appoggia entrambe le mani sull'ostacolo e fa passare le gambe nel mezzo.
- Step vault: un volteggio di base che consiste nel superare l'ostacolo appoggiando un braccio e la gamba opposta su di esso (per esempio si appoggia il braccio destro e la gamba sinistra), e si fa passare la gamba interna nel mezzo per garantire la massima sicurezza possibile (spesso è il primo che i praticanti apprendono).
- Lazy vault: un volteggio dove la mano più vicina all'ostacolo viene appoggiata su di esso e spinge il corpo più in alto possibile, per poter passare entrambe le gambe oltre. Quando sono passate, l'altra mano si appoggia sull'ostacolo e aiuta a spingersi via.
- Speed vault: un volteggio eseguito in corsa durante il quale si effettua un salto, portandosi in orizzontale parallelamente all'ostacolo e poi, quando si è prossimi a esso, si appoggia una mano per aiutarsi a riprendere la posizione verticale.

## Il parkour in Italia
Il parkour arriva in Italia attorno al 2005, sviluppandosi molto grazie al web. Siti minori di rilevanza locale fondati dai praticanti incominciano a creare i primi incontri tra tracciatori.
Nel consiglio nazionale del 19 dicembre 2017, il CONI riconosce il parkour come disciplina ufficiale, aggiungendolo all'elenco delle discipline sportive. Ad oggi la realtà sportiva del parkour in Italia include numerose associazioni sportive dilettantistiche, per la maggior parte affiliate all'Unione Italiana Sport Per tutti (UISP), che conta una sezione dedicata alla pratica del parkour.